# 驛前大橋 (廣島市)
驛前大橋（日语：／ Ekimae ōhashi */?）為廣島縣廣島市跨越猿猴川的道路橋。
驛前大橋位於廣島車站南口前，為廣島車站前往廣島市内中心部的首座橋，前身是戰前建於上游的“驛前橋”，戰後的平成時代由該橋取代。2019年11月，廣島電鐵規劃於該橋新設路面電車「驛前大橋線」並於2020年開始動工；2025年8月3日，驛前大橋線正式通車。
驛前大橋上游接鄰廣島市道松原京橋線筋之驛西高架橋，下游接鄰被爆橋梁猿猴橋。

## 構造

### 規格
- 路線名：廣島市道驛前吉島線（驛前通）[2][1]
- 所在地：廣島縣廣島市南區松原町～廣島市南區京橋町[2]
- 橋長：68.0公尺[1]

### 特色

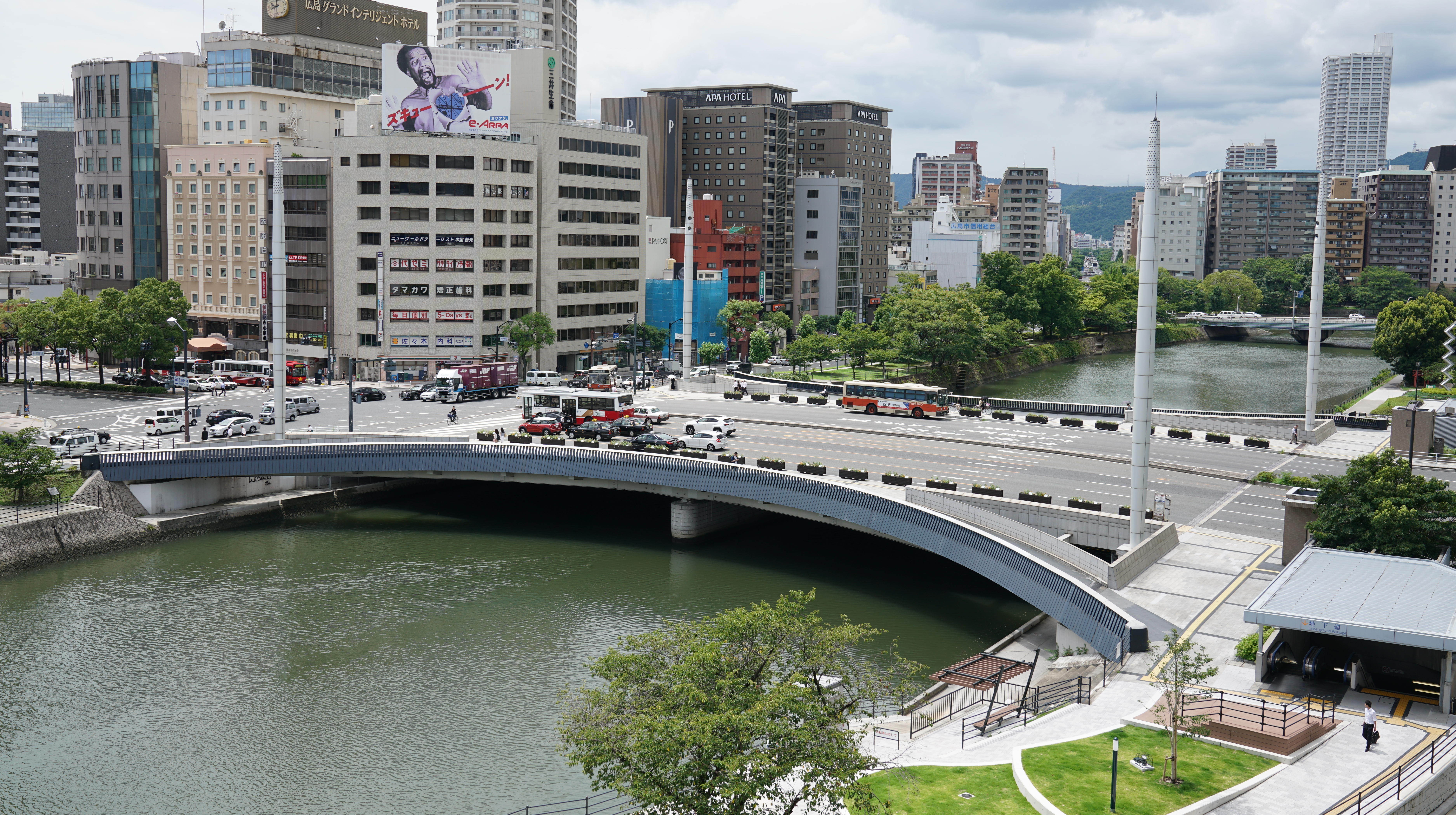
橋上四方所豎立的特色柱
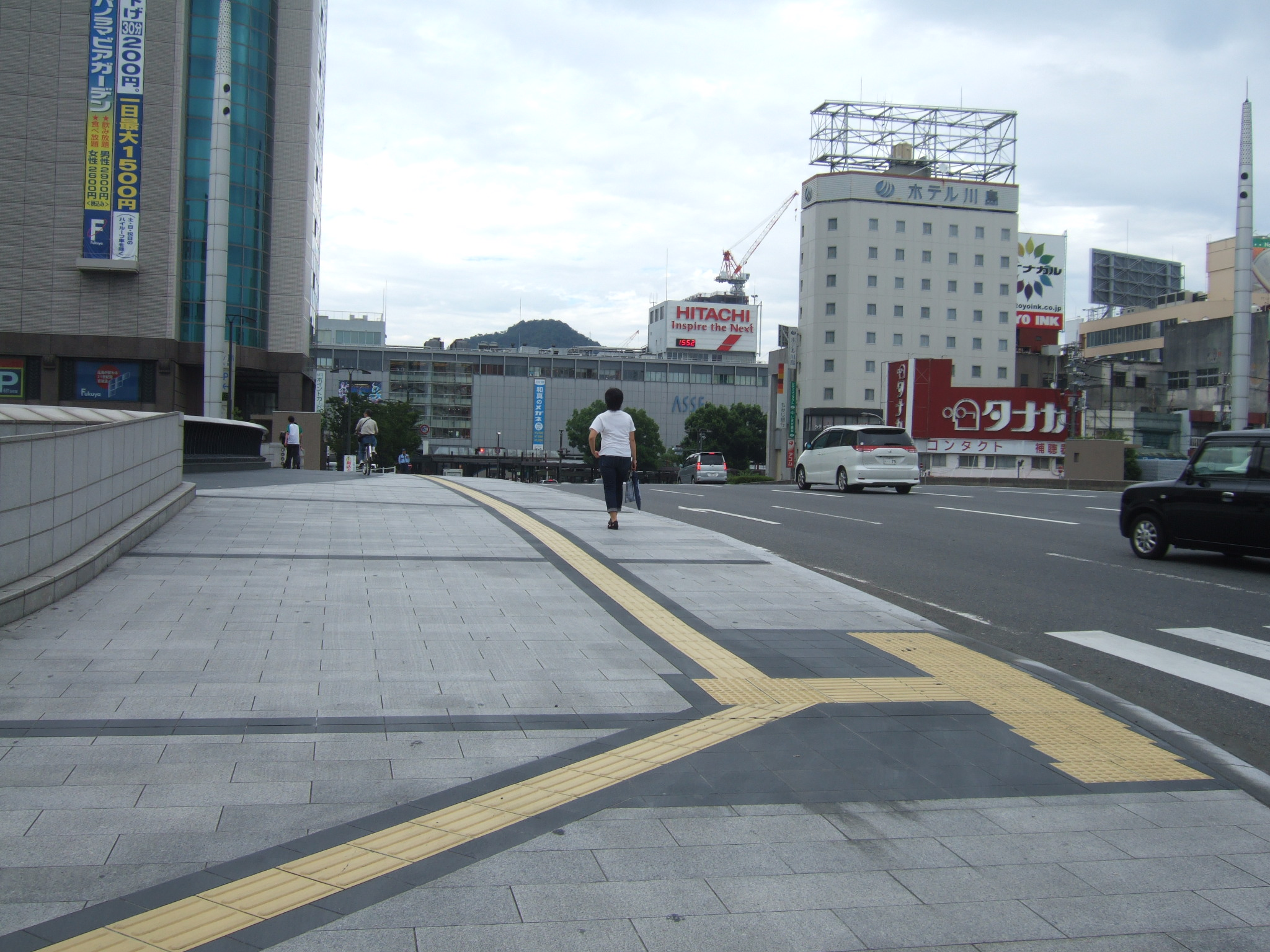
橋上
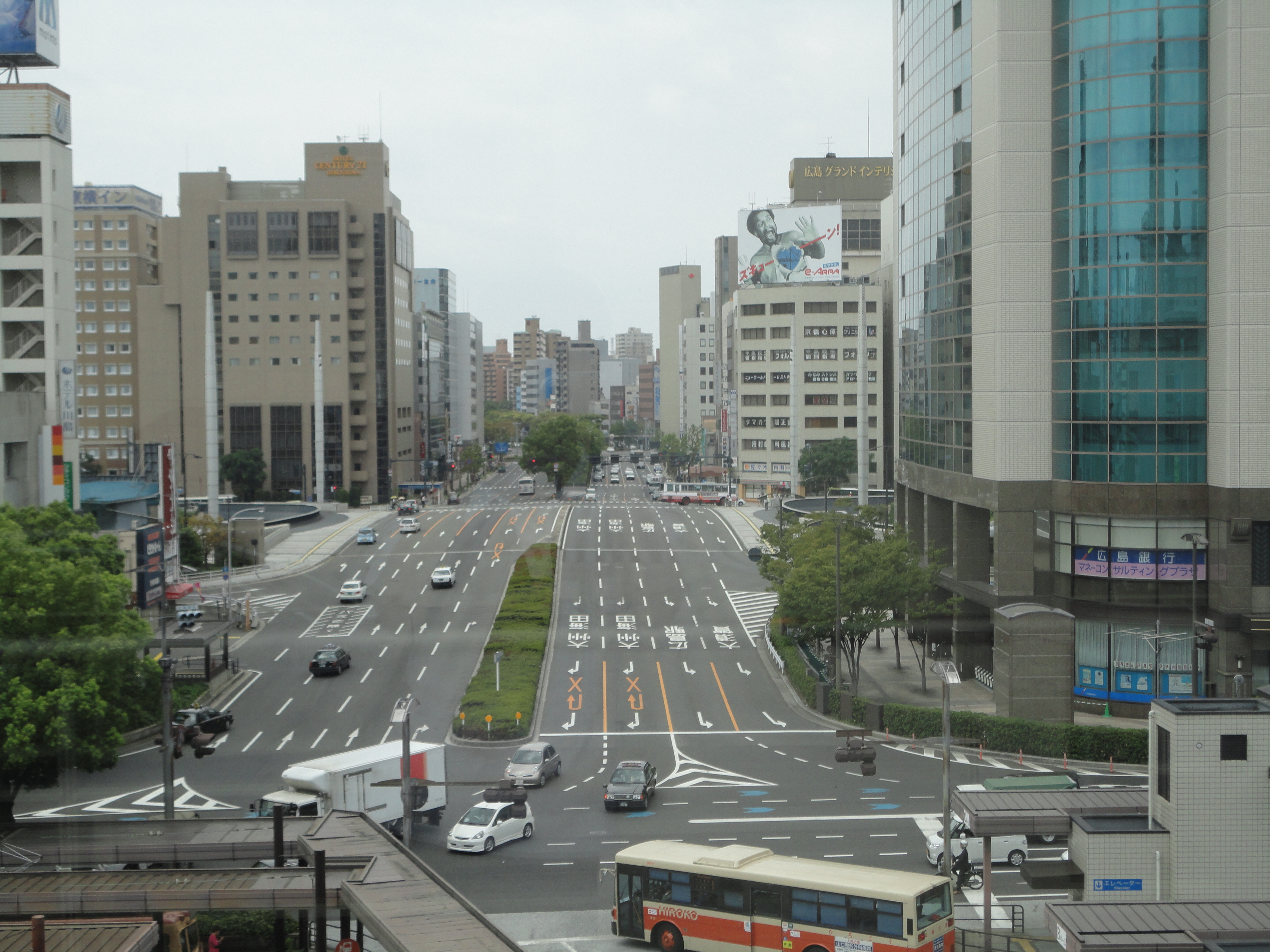
由北側廣島車站展望
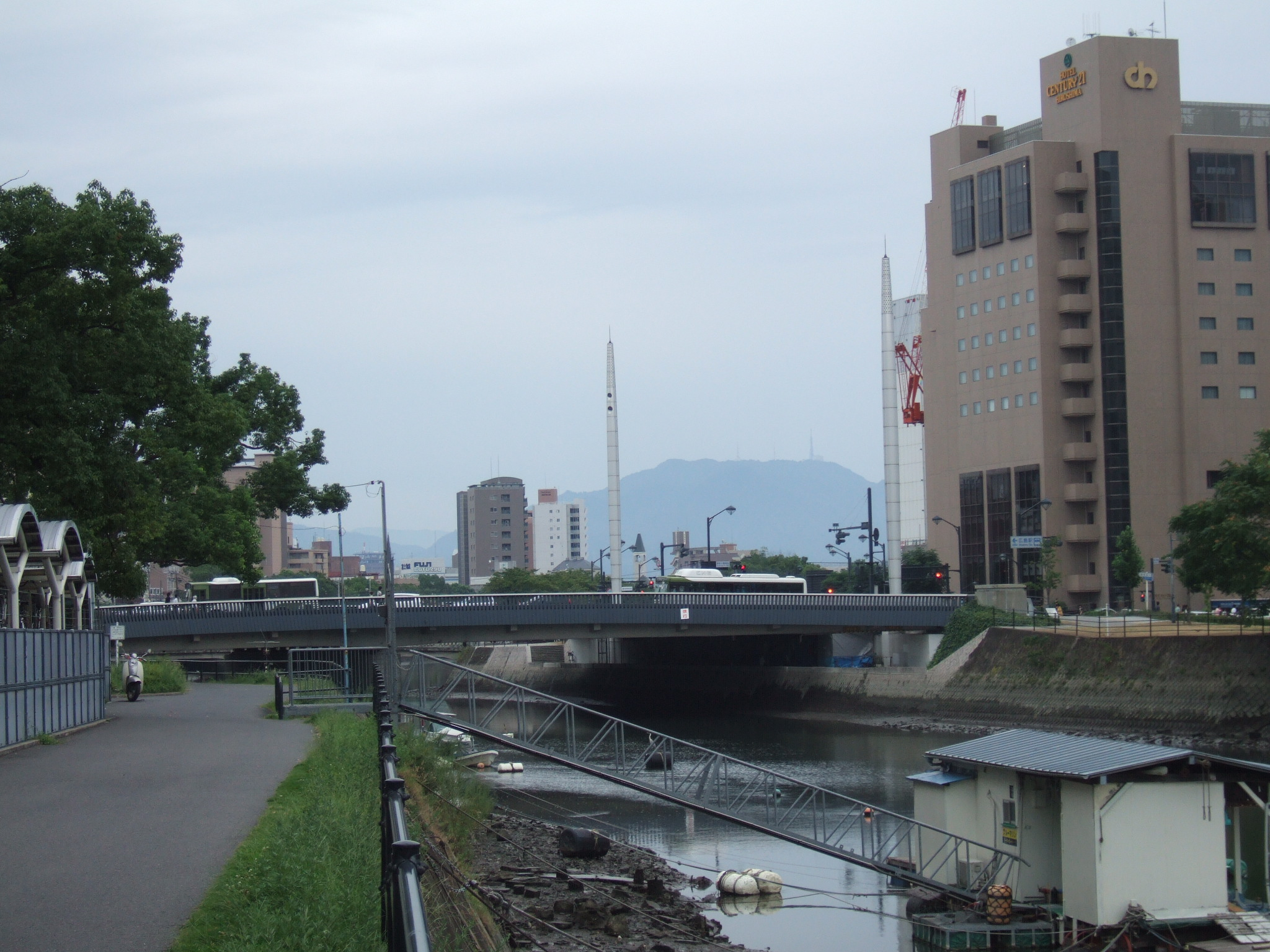
上流的橋展望